# ジョアン・ウッド
ジョアン・ウッド（Joanne Wood、1986年12月23日 - ）は、スコットランドの女性総合格闘家、キックボクサー。アーバイン出身。シンジケートMMA所属。元ISKAムエタイ世界女子フライ級王者。旧姓はジョアン・コールダウッド（Joanne Calderwood）。

## 来歴
13歳頃、弟の友人の付き添いでたまたま行ったムエタイクラスで自分もやってみたところハマり、習っていた水泳をやめてムエタイを始めた。ムエタイの戦績は21戦19勝2敗。
2012年2月25日、総合格闘技デビュー。
2012年10月6日、Invicta FC 3でInvicta FCデビュー戦。アシュレー・カミンズと対戦し、1R膝蹴りでKO勝利。
2013年12月7日、Invicta FC7でカティア・カンカーンパと対戦し、判定勝ち。

### The Ultimate Fighter
2014年9月、リアリティ番組「The Ultimate Fighter」のシーズン20に出場。アンソニー・ペティス率いるチーム・ペティスに所属。女子ストロー級トーナメントの1回戦でエミリー・ケイガンに判定で勝利するも、準々決勝でローズ・ナマユナスに一本負けを喫して敗退した。

### UFC
2014年12月12日、UFC初参戦となったThe Ultimate Fighter 20 Finaleでハム・ソヒと対戦し、3-0の判定勝ち。
2015年7月18日、UFC Fight Night: Bisping vs. Leitesでコートニー・ケイシーと対戦し、3-0の判定勝ち。ファイト・オブ・ザ・ナイトを受賞した。
2016年6月18日、UFC Fight Night: MacDonald vs. Thompsonで女子ストロー級ランキング5位のヴァレリー・レターノーと対戦し、スタンドパンチ連打で3RTKO勝ち。UFCからのオファーが試合の7週間前だったため、ウッドの希望でフライ級契約で試合は行われた。
2016年9月10日、UFC 203で女子ストロー級ランキング6位のジェシカ・アンドラージと対戦し、ギロチンチョークで1R一本負け。
2017年7月16日、UFC Fight Night: Nelson vs. Ponzinibbioで女子ストロー級ランキング8位のシンシア・カルビーロと対戦し、0-3の判定負け。
2018年8月25日、フライ級転向初戦となったUFC Fight Night: Gaethje vs. Vickでカリンドラ・ファリアと対戦し、腕ひしぎ三角固めで1R一本勝ち。
2019年6月8日、UFC 238: Cejudo vs. Moraesで女子フライ級ランキング2位のケイトリン・チュケイギアンと対戦し、0-3の判定負け。
2019年9月7日、UFC 242で女子フライ級ランキング6位のアンドレア・リーと対戦し、2-1の判定勝ち。
2020年8月1日、UFC Fight Night: Brunson vs. Shahbazyanで女子フライ級ランキング6位のジェニファー・マイアと対戦し、腕ひしぎ十字固めで1R一本負け。
2021年1月24日、UFC 257で女子フライ級ランキング6位のジェシカ・アイと対戦し、3-0の判定勝ち。
2021年6月12日、UFC 263で女子フライ級ランキング3位のローレン・マーフィーと対戦し、1-2の判定負け。なお、海外のMMAメディアサイトの採点では19人中11人の記者がウッドの勝利を支持し、ファンの判定投票では75%がウッドの勝利を支持した。
2021年11月20日、UFC Fight Night: Vieira vs. Tateで女子フライ級ランキング10位のタイラ・サントスと対戦し、リアネイキドチョークで1R一本負け。
2022年3月26日、UFC on ESPN: Blaydes vs. Daukausで女子フライ級ランキング9位のアレクサ・グラッソと対戦し、リアネイキドチョークで1R一本負け。
2022年7月12日、UFCからリリースされた。

## 人物・エピソード
- 2019年10月にシンジケートMMAのヘッドコーチであるジョン・ウッドと婚約し、UFC Fight Night: Vieira vs. Tateのタイラ・サントス戦から姓をコールダウッドからウッドに変更している。

## 戦績

### 総合格闘技
| 総合格闘技 戦績 | 総合格闘技 戦績 | 総合格闘技 戦績 | 総合格闘技 戦績 | 総合格闘技 戦績 | 総合格闘技 戦績 | 総合格闘技 戦績 |
| --------------- | --------------- | --------------- | --------------- | --------------- | --------------- | --------------- |
| 25 試合         | (T)KO           | 一本            | 判定            | その他          | 引き分け        | 無効試合        |
| 17 勝           | 5               | 1               | 11              | 0               | 0               | 0               |
| 8 敗            | 0               | 4               | 4               | 0               | 0               | 0               |

| 勝敗 | 対戦相手                         | 試合結果                          | 大会名                                  | 開催年月日     |
| ○    | マリーナ・モロズ                 | 5分3R終了 判定2-1                 | UFC 299: O'Malley vs. Vera 2            | 2024年3月9日   |
| ○    | ルアナ・カロリーナ               | 5分3R終了 判定2-1                 | UFC 286: Edwards vs. Usman 3            | 2023年3月18日  |
| ×    | アレクサ・グラッソ               | 1R 3:57 リアネイキドチョーク      | UFC on ESPN 33: Blaydes vs. Daukaus     | 2022年3月26日  |
| ×    | タイラ・サントス                 | 1R 4:49 リアネイキドチョーク      | UFC Fight Night: Vieira vs. Tate        | 2021年11月20日 |
| ×    | ローレン・マーフィー             | 5分3R終了 判定1-2                 | UFC 263: Adesanya vs. Vettori 2         | 2021年6月12日  |
| ○    | ジェシカ・アイ                   | 5分3R終了 判定3-0                 | UFC 257: Poirier vs. McGregor 2         | 2021年1月24日  |
| ×    | ジェニファー・マイア             | 1R 4:29 腕ひしぎ十字固め          | UFC Fight Night: Brunson vs. Shahbazyan | 2020年8月1日   |
| ○    | アンドレア・リー                 | 5分3R終了 判定2-1                 | UFC 242: Khabib vs. Poirier             | 2019年9月7日   |
| ×    | ケイトリン・チュケイギアン       | 5分3R終了 判定0-3                 | UFC 238: Cejudo vs. Moraes              | 2019年6月8日   |
| ○    | アリアネ・リプスキ               | 5分3R終了 判定3-0                 | UFC Fight Night: Cejudo vs. Dillashaw   | 2019年1月19日  |
| ○    | カリンドラ・ファリア             | 1R 4:57 腕ひしぎ三角固め          | UFC Fight Night: Gaethje vs. Vick       | 2018年8月25日  |
| ×    | シンシア・カルビーロ             | 5分3R終了 判定0-3                 | UFC Fight Night: Nelson vs. Ponzinibbio | 2017年7月16日  |
| ×    | ジェシカ・アンドラージ           | 1R 4:38 ギロチンチョーク          | UFC 203: Miocic vs. Overeem             | 2016年9月10日  |
| ○    | ヴァレリー・レターノー           | 3R 2:51 TKO（スタンドパンチ連打） | UFC Fight Night: MacDonald vs. Thompson | 2016年6月18日  |
| ○    | コートニー・ケイシー             | 5分3R終了 判定3-0                 | UFC Fight Night: Bisping vs. Leites     | 2015年7月18日  |
| ×    | マリーナ・モロズ                 | 1R 1:30 腕ひしぎ十字固め          | UFC Fight Night: Gonzaga vs. Cro Cop 2  | 2015年4月11日  |
| ○    | ハム・ソヒ                       | 5分3R終了 判定3-0                 | The Ultimate Fighter 20 Finale          | 2014年12月12日 |
| ○    | カティア・カンカーンパ           | 5分3R終了 判定3-0                 | Invicta FC 7: Honchak vs. Smith         | 2013年12月7日  |
| ○    | ノルマ・ルーダ・センター         | 5分3R終了 判定3-0                 | Invicta FC 6: Coenen vs. Cyborg         | 2013年7月13日  |
| ○    | サリー・クラムディアック         | 1R 3:08 TKO（パンチ）             | Cage Warriors 53                        | 2013年4月13日  |
| ○    | リヴィア・フォン・プレテンベルグ | 5分3R終了 判定3-0                 | Invicta FC 4: Esparza vs. Hyatt         | 2013年1月5日   |
| ○    | アシュリー・カミンズ             | 1R 3:13 KO（膝蹴り）              | Invicta FC 3: Penne vs. Sugiyama        | 2012年10月6日  |
| ○    | アイナラ・モタ                   | 2R 2:46 TKO（パンチ）             | On Top 5                                | 2012年6月2日   |
| ○    | レナ・オフチニコワ               | 5分3R終了 判定3-0                 | Super Fight League 3                    | 2012年5月6日   |
| ○    | ノエリア・モリーナ               | 1R 3:13 TKO（パンチ）             | On Top 4                                | 2012年2月25日  |

### 総合格闘技エキシビション
| 勝敗 | 対戦相手           | 試合結果                   | 大会名                                           | 開催年月日    |
| ×    | ローズ・ナマユナス | 2R 2:06 ダブルリストロック | The Ultimate Fighter: A Champion Will Be Crowned | 2014年8月6日  |
| ○    | エミリー・ケイガン | 5分2R終了 判定2-0          | The Ultimate Fighter: A Champion Will Be Crowned | 2014年9月17日 |

### キックボクシング
- 21戦19勝2敗

## 獲得タイトル
- IKFムエタイ欧州女子フライ級王座（2009年）
- WKL欧州女子フライ級王座（2010年）
- WBCムエタイ英国女子フライ級王座（2011年）
- ISKAムエタイ世界女子フライ級王座（2012年）

## 表彰
- UFC ファイト・オブ・ザ・ナイト（1回）
- The Ultimate Fighter 20 ファイト・オブ・ザ・シーズン（2014年）